# 志奮領獎學金

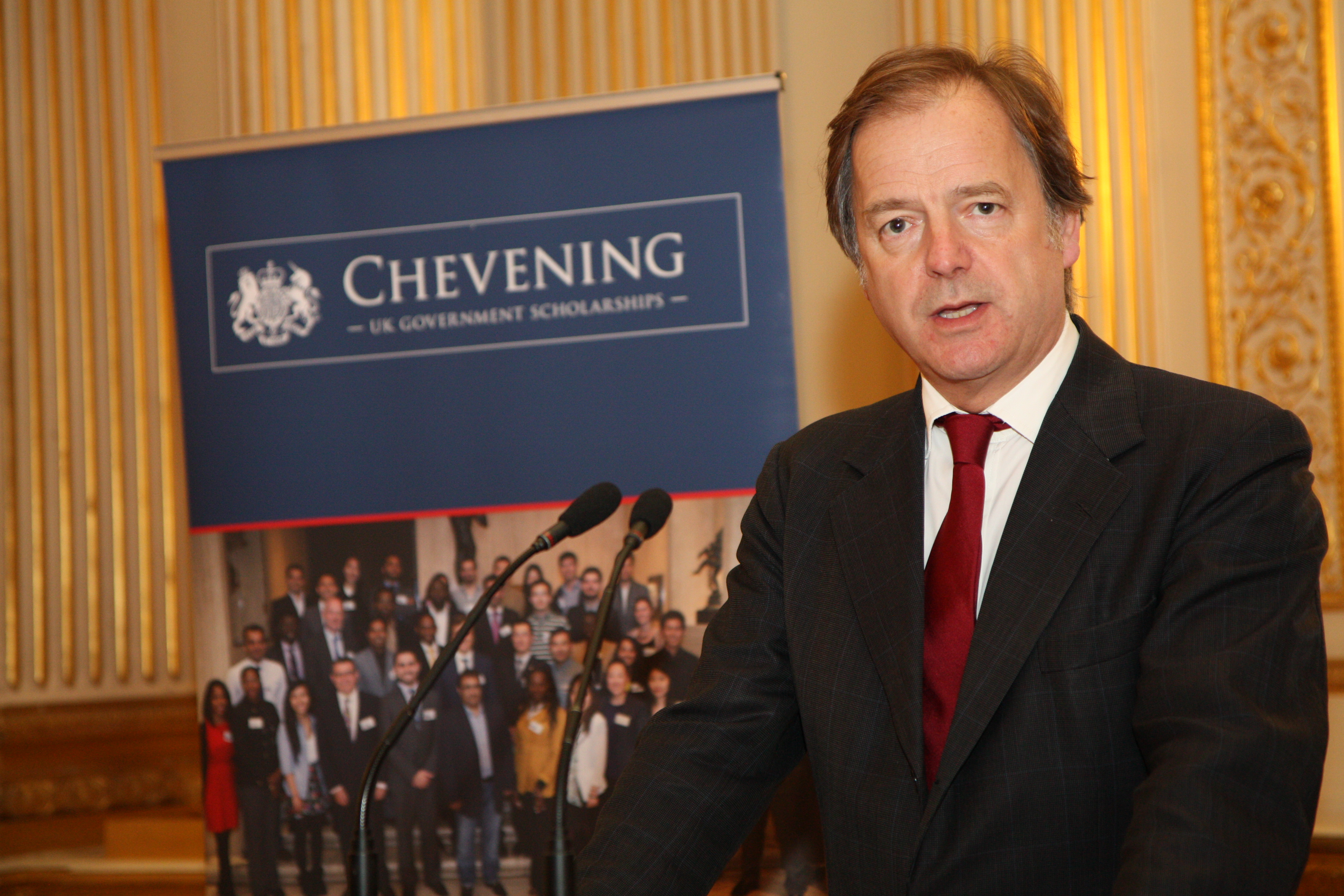
志奋领奖学金領獎禮

志奋领奖学金（Chevening Scholarship），成立于1983年，是英国外交、英聯邦及發展事務部为国际学生提供的奖学金项目，资助获奖者在与英国攻读为期一年的硕士学位。
志奋领(Chevening House)是英国外交大臣的乡村别墅，奖学金以此得名。
资助包括：
- 全额学费
- 固定生活费用
- 往返英国的机票

申请者条件：
- 是符合“志奋领”奖学金申请国家的公民，并同意在完成学业后，返回原来所在国工作与生活最少两年
- 已获得能使申请者在英国大学参加研究生课程的本科学位
- 最少有两年工作经验
- 此前未曾从英国政府获得在英国学习的资助